# Aimery III. (Thouars)
Aimery III. († kurz vor 1000) war ein Vicomte von Thouars.

## Leben
Aimery III. war ein Sohn und um 987 Nachfolger des Vicomte Herbert I. von Thouars; seine Mutter hieß Aldéarde (oder Hildegarde) d’Aunay. Er rangierte unter den wichtigsten Vasallen des Herzogs Wilhelm IV. von Aquitanien, der als Wilhelm II. auch Graf von Poitou war. Von Herzog Wilhelm bekam Aimery III. bedeutende Lehen übertragen, so die Cella von Saint-Michel en l’Herm, die er der Abtei Saint-Florent de Saumur schenkte, welchen Schritt sein Lehnsherr gutgeheißen hatte.
Allerdings war der Vicomte von Thouars nicht nur ein Vasall des aquitanischen Herzogs, sondern auch des Grafen von Anjou, Fulko III. Nerra, der in diesem Teil des Poitou sehr präsent war. So unterstützte Aimery III. Fulko militärisch bei dessen Versuch, dem Herzog Conan I. von der Bretagne Nantes zu entreißen. Er wurde ebenso wie Fulko während der zweiten Schlacht von Conquereuil (27. Juni 992) verwundet. Diese militärische Auseinandersetzung ging aber dennoch zugunsten des Grafen von Anjou aus; Conan fand dabei den Tod. Fulko ernannte Aimery III. zum Vormund des minderjährigen Grafen Judicaël. Daher hatte Aimery III. nun bis 994 die Machtbefugnisse eines Grafen von Nantes inne. 994 entfremdete er sich aber von Fulko, der daraufhin in Passavant eine Festung errichten ließ, um den Vicomte in Schach zu halten.